# Codex Cavensis

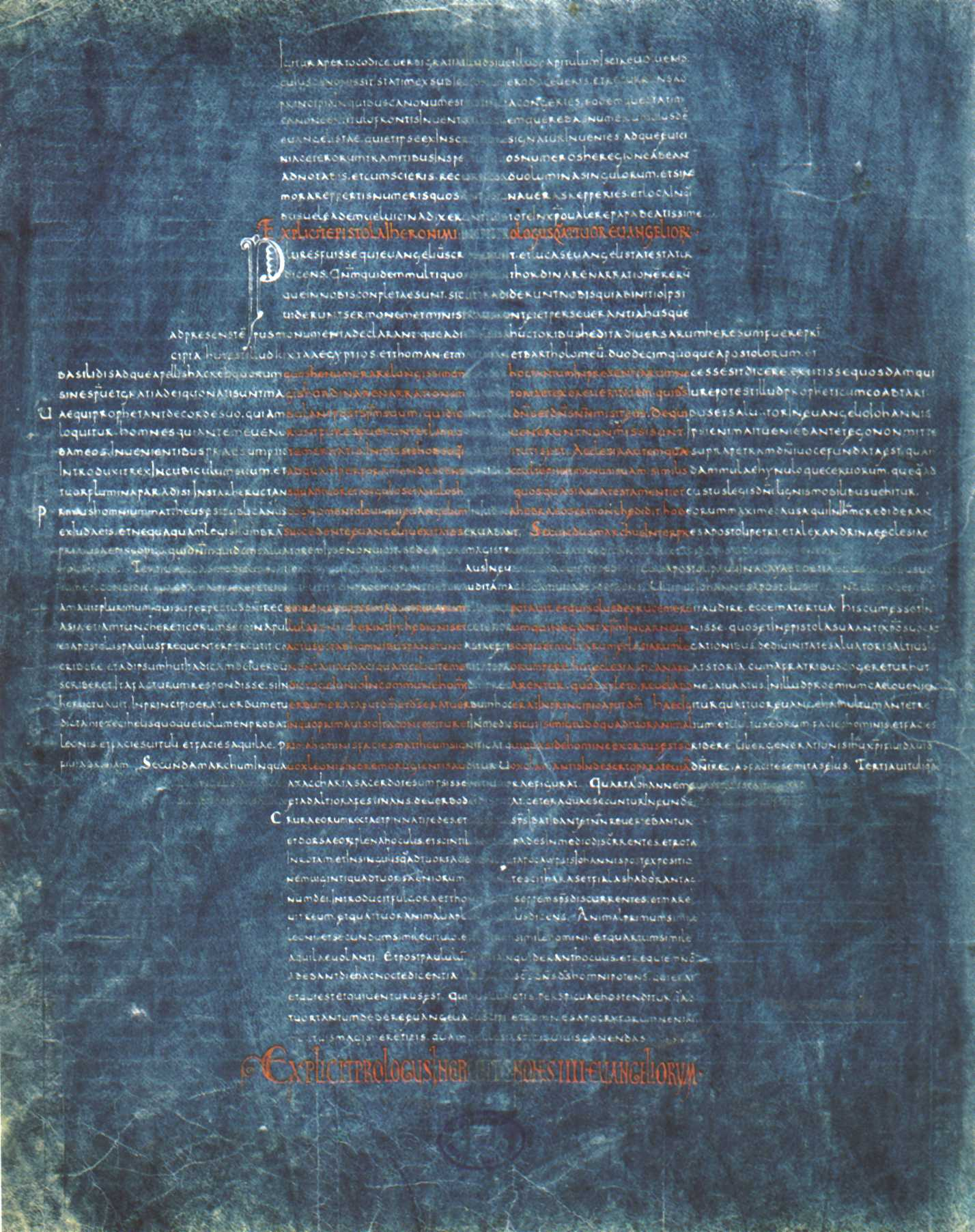
Зворотний бік аркуша 220. Пурпур від часу змінив колір, добре видно фігурне розташування тексту

Біблія з Кава-де-Тіррені (за місцем зберігання; лат. Codex Cavensis) — ілюмінований рукопис Біблії, частково виконаний на пурпуровому пергаменті в IX столітті в Іспанії, рідкісний представник іспанського сімейства Вульгати, проте текст Євангелій включає кілька старолатинських елементів. Включає 330 аркушів, форматом 32 × 26 см. Зберігається в бібліотеці абатства Святої Трійці в Кава-де-Тіррені.
На звороті аркуша 166 згадано ім'я писаря — Данило, але точнішої інформації про скрипторію та час створення немає. Палеографічні особливості дозволяють віднести рукопис до початку IX століття, при цьому виключено його створення в мусульманських регіонах тодішньої Іспанії. Передбачається, що Євангеліє створено для короля Астурії Альфонсо III, проте стиль прикрас рукопису нехарактерний для збережених зразків астурійського мистецтва.
Прикраси рукопису обмежено орнаментами, зображеннями чотирьох хрестів особливої форми, картушів та інших елементів. Передмову Єроніма до Нового Заповіту виконано у формі хреста на пурпуровому пергаменті, так само розташовано текст на початковому аркуші Псалтирі. Пурпурові аркуші (всього 4) заповнено білим, охряним і червоним чорнилом, один аркуш пофарбовано індиго.